# Franca Marzi
Franca Marzi (18 de agosto de 1926-6 de marzo de 1989) fue una actriz teatral y cinematográfica de nacionalidad italiana que, entre 1943 y 1977, participó en un total cercano a las 80 producciones.

## Biografía
Nacida en Roma, Italia, su nombre completo era Francesca Marsi. Tras trabajar en el género de la revista, debutó en el cine en 1946 con la película Amanti in fuga, de Giacomo Gentilomo.
Habitualmente fue escogida para interpretar a mujeres fatales o provocativas en películas de género cómico o romántico, trabajando en varias ocasiones con Totò. La única excepción a ello fue el drama de Federico Fellini Las noches de Cabiria (1957), película en la cual encarnó a la prostituta Wanda, la mejor amiga del personaje de Giulietta Masina, un papel por el cual fue recompensada con el Nastro d'argento a la mejor actriz de reparto.
A partir de los primeros años 1960, la actriz se fue alejando de la gran pantalla. Su último film, rodado en 1977, fue Ecco noi per esempio..., en el cual actuaban Adriano Celentano y Renato Pozzetto.
Franca Marzi falleció en Cinisello Balsamo, Italia, en el año 1989. Había estado casada con Franco Festucci.

## Filmografía
- 1943 : Harlem, de Carmine Gallone
- 1946 : Amanti in fuga, de Giacomo Gentilomo
- 1947 : I due orfanelli, de Mario Mattoli
- 1947 : Tombolo, paradiso nero, de Giorgio Ferroni
- 1948 : Fifa e arena, de Mario Mattoli
- 1948 : Follie per l'opera, de Mario Costa
- 1948 : L'isola di Montecristo, de Mario Sequi
- 1948 : Una lettera all'alba, de Giorgio Bianchi
- 1948 : Calamita d'oro, de Armando Fizzarotti
- 1949 : Totò le Mokò, de Carlo Ludovico Bragaglia
- 1949 : Al diavolo la celebrità, de Steno y Mario Monicelli
- 1919 : I pirati di Capri, de Giuseppe Maria Scotese
- 1949 : La figlia del peccato, de Armando Grottini
- 1949 : Il figlio di d'Artagnan, de Riccardo Freda
- 1949 : Ho sognato il paradiso, de Giorgio Pastina
- 1949 : Maracatumba... ma non è una rumba, de Edmondo Lozzi
- 1949 : Napoli eterna canzone, de Silvio Siano
- 1950 : L'edera, de Augusto Genina
- 1950 : Bellezze in bicicletta, de Carlo Campogalliani
- 1950 : Figaro qua, Figaro là, de Carlo Ludovico Bragaglia
- 1950 : Il capitano nero, de Giorgio Ansoldi
- 1951 : Anema e core, de Mario Mattoli
- 1951 : Arrivano i nostri, de Mario Mattoli
- 1951 : Vendetta... sarda, de Mario Mattoli
- 1951 : Totò terzo uomo, de Mario Mattoli
- 1951 : Milano miliardaria, de Marcello Marchesi y Vittorio Metz
- 1951 : Vedi Napoli e poi muori, de Riccardo Freda
- 1951 : La paura fa 90, de Giorgio Simonelli
- 1951 : Lorenzaccio, de Raffaello Pacini
- 1951 : Amor non ho... però... però, de Giorgio Bianchi
- 1951 : La vendetta di Aquila Nera, de Riccardo Freda
- 1951 : La vendetta del corsaro, de Primo Zeglio
- 1951 : Una bruna indiavolata, de Carlo Ludovico Bragaglia
- 1951 : Carcerato, de Armando Grottini
- 1951 : Fuoco nero, de Silvio Siano
- 1951 : Santa Lucia luntana..., de Aldo Vergano
- 1951 : Tizio, Caio e Sempronio, de Marcello Marchesi, Vittorio Metz y Alberto Pozzetti
- 1951 : Verginità, de Leonardo De Mitri
- 1952 : Tragico ritorno, de Pier Luigi Faraldo
- 1952 : Eran trecento, de Gian Paolo Callegari
- 1952 : Io, Amleto, de Giorgio Simonelli
- 1952 : Salvate mia figlia, de Sergio Corbucci
- 1952 : La voce del sangue, de Pino Mercanti
- 1952 : A fil di spada, de Carlo Ludovico Bragaglia
- 1952 : Delitto al luna park, de Renato Polselli
- 1952 : Maschera nera, de Filippo Walter Ratti
- 1952 : I morti non pagano le tasse, de Sergio Grieco
- 1952 : Non ho paura di vivere, de Fabrizio Taglioni
- 1952 : Ultimo perdono, de Renato Polselli
- 1953 : Canto per te, de Marino Girolami
- 1953 : Rivalità, de Giuliano Biagetti
- 1953 : Fermi tutti... arrivo io!, de Sergio Grieco
- 1953 : La carovana del peccato, de Pino Mercanti
- 1953 : Canzoni a due voci, de Gianni Vernuccio
- 1953 : Il cavaliere di Maison Rouge, de Vittorio Cottafavi
- 1953 : La cavallina storna, de Giulio Morelli
- 1953 : Lasciateci in pace, de Marino Girolami
- 1953 : I Piombi di Venezia, de Gian Paolo Callegari
- 1953 : Riscatto, de Marino Girolami
- 1954 : Il medico dei pazzi, de Mario Mattoli
- 1954 : Il mostro dell'isola, de Roberto Bianchi Montero
- 1954 : Il barcaiolo di Amalfi, de Mino Roli
- 1954 : L'orfana del ghetto, de Carlo Campogalliani
- 1954 : Ritrovarsi all'alba, de Adolfo Pizzi
- 1955 : Suor Maria, de Luigi Capuano
- 1956 : La trovatella di Milano, de Giorgio Capitani
- 1957 : Las noches de Cabiria, de Federico Fellini
- 1958 : Fortunella, de Eduardo De Filippo
- 1958 : Racconti d'estate, de Gianni Franciolini
- 1959 : Il raccomandato di ferro, de Marcello Baldi
- 1960 : Totò, Fabrizi e i giovani d'oggi, de Mario Mattoli
- 1960 : Gastone, de Mario Bonnard
- 1960 : La contessa azzurra, de Claudio Gora
- 1960 : La garçonnière, de Giuseppe De Santis
- 1961 : Psycosissimo, de Steno
- 1961 : Fantasmi a Roma, de Antonio Pietrangeli
- 1964 : Le tardone, de Marino Girolami (episodio Canto flamenco)
- 1964 : L'uomo che bruciò il suo cadavere, de Gianni Vernuccio
- 1966 : Scusi, lei è favorevole o contrario?, de Alberto Sordi
- 1968 : Il mestiere di vincere (miniserie televisiva)
- 1977 : Ecco noi per esempio..., de Sergio Corbucci

## Actriz de voz
Marzi fue también actriz de doblaje, prestando su voz a las siguientes actrices:
Tina Lattanzi, Dhia Cristiani, Lydia Simoneschi, Nella Maria Bonora, Marcella Rovena, Rina Morelli, Gabriella Genta, Giovanna Scotto y Andreína Pagnani.